# 生物資源環境学科
生物資源環境学科（せいぶつしげんかんきょうかがくか）は、大学の学科のひとつで、農業工学に関連した学問について教育を行う。農学部に設置されている。

## 設置されている大学
- 九州大学農学部 生物資源環境学科（生物資源生産科学コース地域環境工学分野ほか）- 組織は九州大学大学院農学研究院・大学院生物資源環境科学府・農学部

## 設置されていた大学等その他
- 鳥取大学農学部 生物資源環境学科（生存環境学コースほか）→2017年 4月 生命環境農学科（1講座）に改組

その他、愛媛大学農学部に生物資源学科（地域環境工学専門教育コースほか）があったが改組し、逆に佐賀大学農学部は生物環境科学科（生物環境保全学コースほか）、宇都宮大学農学部農業開発工学科が、生物資源学科に改組した。
日本大学生物資源科学部は生物環境工学科がある。
筑波大学には生物資源学類（生物環境造成学専攻ほか）などが存在する。
山口大学農学部に、生物資源環境科学科があり、山口大学農学部の生物資源環境科学科（平成13年度以降の入学者）は、所定の実務年数を経て造園施工管理技士の受験資格を得ることができる（番号は9）。
東京大学にアジア生物資源環境研究センターがある。
応用生物科学科のある香川大学農学部は生物資源環境化学コース がある。
新潟大学農学部に生産環境科学科（地域環境工学コースほか）が、
神戸大学農学部には、生産環境情報学科が、
北里大学獣医畜産学部には、生物生産環境学科が
設置されていた。
琉球大学農学部にはかつて、生産環境学科（生産基盤工学専攻ほか）があった。